# X-Men
X-Men este o echipă de supereroi care apare în benzile desenate americane publicate de Marvel Comics. Creată de artistul Jack Kirby și editorul Stan Lee, echipa a debutat în The X-Men #1 (septembrie 1963). Deși seria inițială a fost anulată în 1970 din cauza vânzărilor slabe, relansarea din 1975 și publicațiile sub conducerea scriitorului Chris Claremont au transformat X-Men într-una dintre cele mai recunoscute și de succes francize ale Marvel Comics.
Poveștile X-Men au fost adaptate în seriale, filme și jocuri video. În prezent, titlul X-Men se poate referi la echipa de supereroi în sine, la seria de benzi desenate omonimă sau la franciza extinsă, care include diverse grupuri de supereroi, precum New Mutants, Excalibur și X-Force.

## Caracterizare
În Universul Marvel, mutanții sunt oameni născuți cu o trăsătură genetică numită gena X, care le conferă abilități supraomenești. Aceste puteri încep să se manifeste, în general, în timpul pubertății. Din cauza disocierii lor biologice, mutanții sunt supuși prejudecăților și discriminării; multe povești X-Men prezintă comentarii sociale despre rasism, genocid, justiție, diversitate și teme LGBT. 
X-Men au luptat împotriva unei varietăți de inamici, inclusiv mutanți răufăcători, bigoți, amenințări mistice, extratereștri și inteligențe artificiale răuvoitoare. În cele mai multe iterații ale echipei, aceștia sunt conduși de fondatorul Charles Xavier, numit și Profesor X, un telepat ce conduce școala pentru copii mutanți în conacul său din Westchester, New York.
Actuala versiune a grupului oficial X-Men își are sediul în Treehouse, o bază krakoană din New York, iar lista membrilor este votată de colegii mutanți în cadrul unor alegeri organizate periodic la Hellfire Galas. Nemailucrând în secret, ei luptă pentru siguranța mutanților, pentru a construi punți între Krakoa și națiunile umane, și pentru a proteja Pământul și Sistemul Solar de amenințările extraterestre.

## Publicații

### Uncanny X-Men

The X-Men #1 (septembrie 1963), prima apariție a echipei.

Primele numere din X-Men au prezentat echipa originală formată din Cyclops, Marvel Girl, Beast, Angel și Iceman, luptând împotriva dușmanilor lor de moarte, Magneto, și Brotherhood of Mutants, care îi includea pe Mastermind, Quicksilver, Scarlet Witch și Toad. Benzile desenate s-au concentrat pe tema clasică a binelui împotriva răului, iar mai târziu au pus accentul pe probleme sociale, ca prejudecata și rasismul, toate acestea persistând de-a lungul seriei într-o formă sau alta. De asemenea, personajelor negative le-au fost oferite origini care să „motiveze” ura lor față de umanitate. Magneto a supraviețuit lagărelor de concentrare naziste. Adepții săi cheie, Quicksilver și Scarlet Witch, erau romi. 
Echipei i s-a alăturat un membru nou, Mimic, dar a fost înlăturat din cauza unei pierderi temporare a puterii. Din punct de vedere al vânzărilor, titlul X-Men a rămas în urma celorlalte francize ale Marvel. În 1969, scenaristul Roy Thomas și ilustratorul Neal Adams au revitalizat banda desenată, oferind roluri principale unor personaje recent introduse: Alex „Havok” Summers (fratele lui Cyclops) și Lorna Dane, numită mai târziu Polaris (creată de Arnold Drake și Jim Steranko). Cu toate acestea, numerele ulterioare din X-Men nu au reușit să atragă vânzări, iar Marvel a încetat să mai producă noi povești odată cu numărul 66.

### Era Claremont

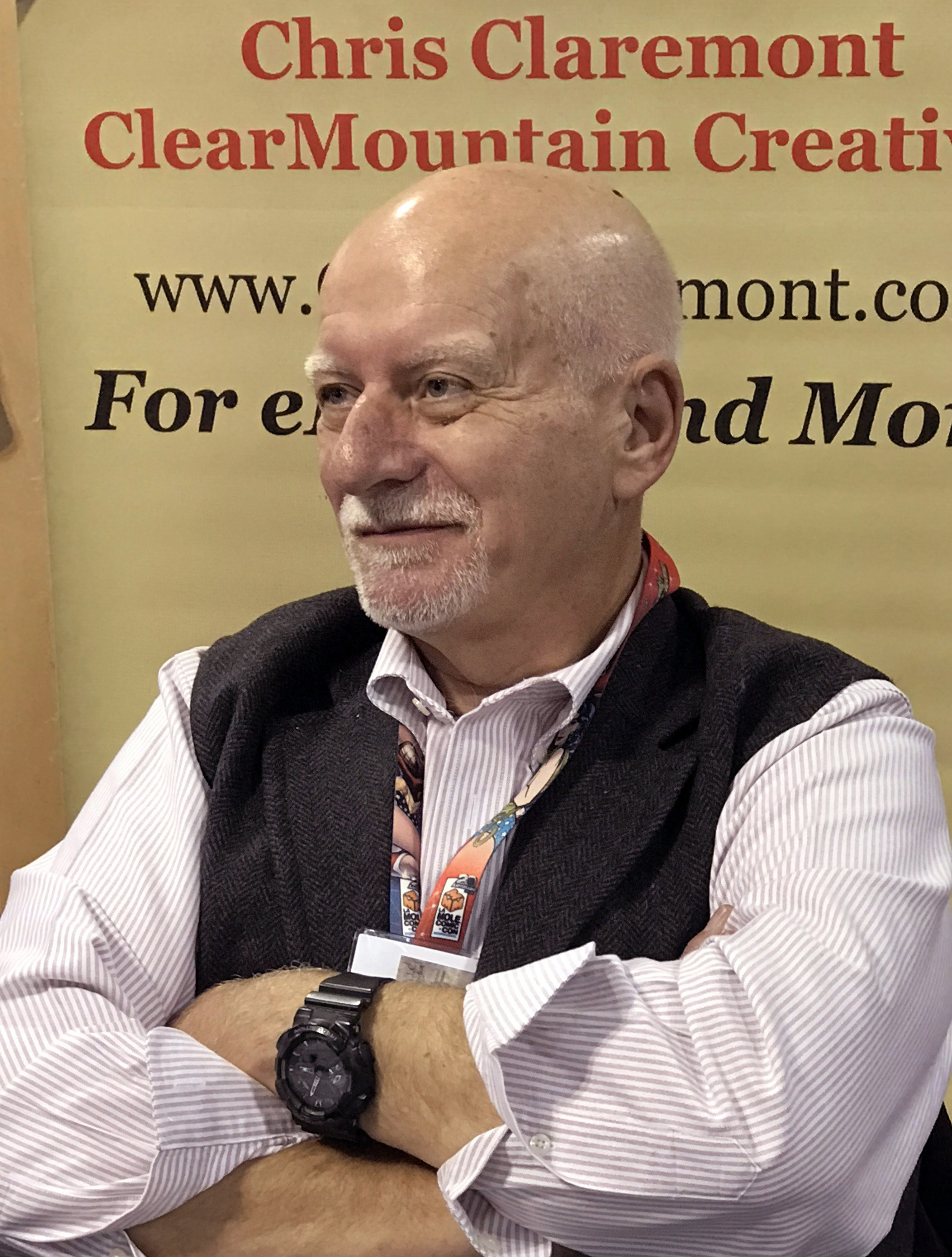
Scriitorul Chris Claremont, cunoscut pentru contribuția de 16 ani la Uncanny X-Men, este creditat cu popularizarea covârșitoare a seriei.

În Giant-Size X-Men #1 (1975), scriitorul Len Wein și artistul Dave Cockrum au prezentat o nouă echipă, protagonista unei renașteri a X-Men, începând cu numărul 94. Această versiune a înlocuit membrii anteriori, cu excepția lui Cyclops. Spre deosebire de primele numere ale seriei originale, noua echipă nu era formată din adolescenți, și avea, de asemenea, un trecut mai divers. Proprietarii corporativi ai Marvel, Cadence Industries, sugeraseră ca ansamblul să fie internațional, considerând că are nevoie de personaje cu „farmec străin”. Astfel, fiecare personaj provenea dintr-o țară diferită, cu credințe culturale și filosofice diferite, și toți erau deja bine versați în folosirea puterilor lor mutante.
„Noii și diferiții X-Men” au fost conduși de Cyclops. Noua încarnare era compusă din Colossus (din Uniunea Sovietică), Nightcrawler (din Germania de Vest), Storm (din Kenya) și Thunderbird (nativ american de origine apașă), și trei personaje introduse anterior: Banshee (din Irlanda), Sunfire (din Japonia) și Wolverine (din Canada). Wolverine a fost remarcat de cititori, devenind, din punct de vedere al vânzărilor de benzi desenate și al aparițiilor, cel mai popular personaj X-Men, și primind chiar propriul titlu solo. Cu toate acestea, această echipă nu avea să rămână întreagă pentru mult timp; Sunfire, care nu i-a acceptat niciodată cu adevărat pe ceilalți membri, a demisionat la scurt timp după prima lor misiune, iar Thunderbird a murit în următoarea. Ocupând locul rămas vacant, o Jean Grey înnoită s-a alăturat în scurt timp celor de la X-Men sub noua ei identitate, „Phoenix”. Angel, Beast, Iceman, Havok și Polaris au avut, de asemenea, apariții importante ca invitați.
Seria relansată a fost ilustrată de Cockrum, iar mai târziu de John Byrne, și scrisă de Chris Claremont. Claremont a devenit cel mai longeviv contributor al seriei. X-Men a fost apreciată de critici și a produs povești de referință precum moartea lui Thunderbird, apariția lui Phoenix, saga Starjammerilor și a cristalului M'Kraan, introducerea lui Alpha Flight și saga Proteus. Alte personaje introduse în această perioadă sunt Amanda Sefton, Mystique și Moira MacTaggert, cu centrul ei de cercetare genetică de pe Insula Muir.
Anii 1980 au început cu cel mai cunoscut arc de povestiri al benzii desenate, Saga Dark Phoenix, în care Jean Grey a fost manipulată de iluzionistul Mastermind și a devenit coruptă de o poftă copleșitoare de putere și distrugere ca malefica Dark Phoenix. Alte povești importante au inclus Days of Future Past, saga Deathbird și Brood, descoperirea Morlockilor, invazia Dire Wraiths și The Trial of Magneto!, precum și X-Men: God Loves, Man Kills, inspirația parțială pentru filmul X2: X-Men United al 20th Century Fox, care a fost lansat pe 2 mai 2003.
De-a lungul deceniului, Uncanny X-Men a fost scrisă exclusiv de Chris Claremont și ilustrată pentru perioade lungi de timp de John Byrne, Dave Cockrum, Paul Smith, John Romita Jr. și Marc Silvestri. În această perioadă au fost incluși în X-Men: Kitty Pryde/Shadowcat, Rogue, Dazzler, Longshot, Jubilee și Forge. Într-o mișcare controversată, Profesorul X s-a mutat în spațiul cosmic pentru a fi alături de Lilandra Neramani, împărăteasa Imperiului Shi'ar, în 1986. Magneto s-a alăturat apoi celor de la X-Men în locul lui Xavier, și a devenit conducător al Noilor Mutanți. Această perioadă a inclus și apariția Clubului Hellfire, sosirea misterioasei Madelyne Pryor și a răufăcătorilor Apocalypse, Mister Sinister, Mojo și Sabretooth.

## Membri
| Supererou | Nume real                      | Data înrolării             |
| --- | ------------------------------ | -------------------------- |
| Șase membri au fost prezentanți în prima apariție a echipei (The X-Men #1, septembrie 1963).                                                                            |                                |                            |
| Profesor X | Charles Francis Xavier         | The X-Men #1               |
| Cyclops | Scott Summers                  | The X-Men #1               |
| Angel | Warren Kenneth Worthington III | The X-Men #1               |
| Bestia | Henry Philip McCoy             | The X-Men #1               |
| Iceman | Robert Louis Drake             | The X-Men #1               |
| Marvel Girl | Jean Elaine Grey               | The X-Men #1               |
| Seria originală X-Men s-a încheiat cu publicarea numărului 66, în martie 1970. Echipei i s-au adăugat patru noi recruți.                                                |                                |                            |
| Mimic | Calvin Montgomery Rankin       | The X-Men #27 (1966)       |
| Changeling | Kevin Sydney                   | The X-Men #40 (1968)       |
| Polaris | Lorna Sally Dane               | The X-Men #60 (1969)       |
| Havok | Alexander Summers              | The X-Men #65 (1970)       |
| Giant-Size X-Men #1 conținea prima poveste X-Men din ultimii cinci ani, intitulată Second Genesis. Numărul a reprezentat o punte între membrii standard și noua echipă. |                                |                            |
| Nightcrawler | Kurt Wagner                    | Giant-Size X-Men #1 (1975) |
| Wolverine | James „Logan” Howlett          | Giant-Size X-Men #1 (1975) |
| Banshee | Sean Cassidy                   | Giant-Size X-Men #1 (1975) |
| Storm | Ororo Munroe                   | Giant-Size X-Men #1 (1975) |
| Sunfire | Shiro Yoshida                  | Giant-Size X-Men #1 (1975) |
| Colossus | Piotr Nikolaievitch Rasputin   | Giant-Size X-Men #1 (1975) |
| Thunderbird | John Proudstar                 | Giant-Size X-Men #1 (1975) |